# Onésime Gagnon
Pour les articles homonymes, voir Gagnon.
Onésime Gagnon, né le 23 octobre 1888 à Saint-Léon-de-Standon et mort le 30 septembre 1961 à Sillery, est un homme politique canadien. Lieutenant-gouverneur du Québec de 1958 à 1961, il fut également ministre dans le cabinet de Maurice Duplessis.

## Biographie

### Origines
Né au Québec à Saint-Léon-de-Standon le 23 octobre 1888, il est le fils du marchand Onésime Gagnon et de Julie Morin. Il étudie d'abord au Collège de Sainte-Anne-de-la-Pocatière puis fait son droit à l'Université Laval où il rencontre Maurice Duplessis avec qui il développe une amitié qui durera toute sa vie. Gagnon était aussi père de 7 enfants (4 filles et 3 garçons) dont Renée qui épousa le major-général Bernard J. Guimond, notamment attaché militaire à Paris dans les années 1960, France épouse de Me Claude Pratte et André Gagnon qui épousa Françoise Trudeau fille d'Henri Trudeau, cousin germain de Pierre E. Trudeau. Une autre de ses filles, Cécile Gagnon, est auteure et illustratrice.
Admis au Barreau du Québec le 8 juillet 1912 (il avait auparavant étudié deux ans à l'université d'Oxford en Angleterre), il travaille d'abord au cabinet d'avocats Fitzpatrick, Dupré et Parent. Plus tard, il est associé à Edgar Champoux, André Gagnon et Claude Gagnon, et pratique à Québec. Créé conseil en loi du roi le 26 novembre 1924, il devient bâtonnier du Barreau de Québec pour le bâtonnat de 1937-1938.

### Débuts en politique
Onésime Gagnon est d'abord attiré par la politique fédérale. Il est candidat conservateur dans la circonscription de Dorchester et remporte la victoire lors de l'élection générale de 1930. En 1933, Camillien Houde, qui vient de démissionner comme chef du Parti conservateur du Québec, lui demande de se présenter pour lui succéder et faire ainsi obstacle à Maurice Duplessis, qu'il accuse d'avoir intrigué contre lui ainsi que de l'avoir évincé. Après avoir obtenu l'aval de Richard Bennett, le premier ministre canadien, il accepte.
Face à la position nationaliste de Duplessis, Gagnon présente une position qui s'accorde plus avec celle du Parti conservateur fédéral. En octobre, il est tout de même battu lors du congrès à l'investiture, tenu à Sherbrooke. Il a obtenu 214 voix contre 331 pour Duplessis.
Gagnon, qui n'a pas abandonné sa circonscription de Dorchester, continue à siéger  à Ottawa. En août 1935, Richard Bedford Bennett le nomme ministre sans portefeuille mais pour peu de temps car il est battu lors de l'élection fédérale du 14 septembre suivant. Il préfère alors rentrer à Québec où, réconcilié avec Duplessis, il décide de tenter sa chance au provincial.

### Politique provinciale
À l'automne 1935, Duplessis fait suffisamment confiance à Onésime Gagnon pour le nommer au comité chargé de négocier l'union entre le Parti conservateur et l'Action libérale nationale de Paul Gouin. La fusion des deux partis, réussie, prend le nom d'Union nationale.
À l'élection générale du 17 août 1936, il se présente dans la circonscription de Matane où il est facilement élu. Devenu premier ministre, Duplessis le nomme à la tête du ministère des Mines, de la Chasse et des Pêcheries, l'un des plus importants de l'époque. Dès lors, Gagnon est d'une fidélité sans faille à son chef et agit comme un brillant second. En 1939, l'Union nationale perd le pouvoir, mais Gagnon parvient à garder sa circonscription. Pendant les années où l'UN est dans l'opposition, Gagnon est l'un des députés unionistes les plus influents En 1941, Duplessis tombe malade et c'est lui qui agit un peu chef de l'opposition et chef par intérim.
Cette fidélité finit par lui être payante. En 1944, lorsque l'Union nationale revient au pouvoir, Duplessis le nomme au poste de trésorier provincial (ministre des Finances).

### Ministre des Finances
Avant 1944, la trésorerie provinciale (qui deviendra le ministère des Finances en 1951) était habituellement donnée à un anglophone. Très peu de francophones avaient détenu le poste et, quand ils l'obtenaient, c'était pour peu de temps. Il y avait eu François Langelier en 1879 et Auguste Tessier en 1906. De 1897 à 1900, Félix-Gabriel Marchand avait cumulé le poste avec celui de premier ministre. Le francophone qui l'avait détenu le plus longtemps avait été Jacob Nicol dans le gouvernement de Louis-Alexandre Taschereau mais sa religion protestante et son accent anglais laissaient perplexes certains Québécois de l'époque. Pour eux, Onésime Gagnon est le premier véritable trésorier provincial d'origine francophone et, dès lors, la pratique d'attribuer ce ministère à un anglophone devint obsolète.
Le mandat de Gagnon au ministère des Finances (1944-1958) correspond à l'époque des grandes luttes des provinces avec le fédéral pour obtenir de meilleurs accords fiscaux. Pendant la guerre, Ottawa avait obtenu des provinces le pouvoir de taxation directe que l'Acte de l'Amérique du Nord leur avait attribué. Après 1945, le gouvernement fédéral refuse de le leur restituer et préfère négocier avec eux des accords fiscaux leur accordant certaines subventions.
Le gouvernement Duplessis tente de rapatrier les droits de taxation perdus en exigeant du fédéral le respect de l'autonomie provinciale et de la Constitution de 1867. À la fin des années 1940, Onésime Gagnon est au cœur des négociations fédérales-provinciales sur l'octroi des subsides fédéraux. Le 14 janvier 1954, il dépose à l'Assemblée législative le plus important projet de loi de son mandat, créant l'impôt provincial. La loi est rétroactive au 1er janvier. Elle est votée malgré l'opposition libérale qui a décidé de voter contre mais qui finira plus tard par s'y rallier.
La politique budgétaire, elle, reste conservatrice et a, comme principal objectif, l'équilibre fiscal entre les dépenses et les revenus. Les dépenses gouvernementales doivent être visibles, telles les constructions d'hôpitaux, de routes, d'écoles, de ponts, etc. Les taxes et les salaires doivent rester bas, aucun grand programme économique public n'étant envisagé. Seuls ceux financés par le privé, comme les développements miniers sur la Côte-Nord par l'Iron Ore, sont considérés comme potables.
Le budget du gouvernement augmente sensiblement au cours du mandat d'Onésime Gagnon. Il passe de $107,571,000 en 1945 à $434,287,000 en 1956.
Parallèlement à sa carrière politique, Gagnon se lance dans l'enseignement universitaire. De 1942 à 1944, il avait été professeur en droit à l'université Laval. De 1944 à 1958, il est professeur titulaire en droit ainsi que chargé de cours en sciences sociales à la même université. De 1951 à 1961, il est également membre du conseil d'administration de l'université Laval.

### Fin de carrière
Onésime Gagnon démissionne comme ministre et député de Matane le 24 janvier 1958. À la demande de Duplessis, le premier ministre canadien John Diefenbaker le nomme au poste de lieutenant-gouverneur de la province le 14 février de la même année.
Quelques mois plus tard, sa carrière est ternie par le scandale du gaz naturel dans lequel il est impliqué. Le gouvernement Duplessis avait décidé de privatiser la Corporation du gaz naturel du Québec et certains ministres, dont Gagnon, ont acheté des actions avant que l'opération ne soit rendue publique.
Bien que sa réputation ait été entachée, il garde tout de même son poste de lieutenant-gouverneur et assiste aux débuts de la Révolution tranquille. Il meurt en fonction à Québec le 30 septembre 1961. Lucien Tremblay, juge en chef du Québec, assume l'intérim des fonctions de lieutenant-gouverneur jusqu'à la désignation de Paul Comtois le 12 octobre de la même année. 

## Hommages
- La ville de Gagnon est nommée en son honneur.
- La rue Onésime-Gagnon a été nommée en son honneur dans l'ancienne ville de Sillery. Sillery est maintenant un arrondissement de Québec.

## Héraldique
Onésime Gagnon s'est vu concéder des armoiries le 25 juillet 1958.
| Toujours fidèle |
| --------------- |

| L'écu d'Onésime Gagnon se blasonne ainsi : Un lion de gueules, sa patte dextre armée d’un gantelet d’argent, tenant une lance de sable posée en bande armée d’or, naissant d’une guirlande de feuilles d’érable au naturel. |

## Ressources
Le fonds d’archives Onésime Gagnon est conservé au centre d’archives de Québec de la Bibliothèque et Archives nationales du Québec.